# Дивовский сельсовет
Дивовский сельсовет — упразднённая административно-территориальная единица, существовавшая на территории Московской губернии и Московской области в 1923—1954 годах.
Дивовский сельсовет был образован в 1923 году в составе Рогачёвской волости Сергиевского уезда Московской губернии.
По данным 1926 года в состав сельсовета входили 4 населённых пункта — Дивово, Каравайково, Митино I и Ново-Сокольники.
В 1929 году Дивовский с/с был отнесён к Сергиевскому (с 1930 — Загорскому) району Московского округа Московской области. При этом к нему были присоединены Гальневский и Суропцевский с/с.
17 июля 1939 года к Дивовскому с/с был присоединён Яковлевский с/с (селения Яковлево, Гагино, Бобырево, Каравайково, Никульское, Путятино и Шеино).
14 июня 1954 года Дивовский с/с был упразднён. Его территория была объединена с Душищевским и Леоновским с/с в новый Бужаниновский с/с.